# Kalāteh-ye Gaz
Kalāteh-ye Gaz (persiska: کلاته گز) är en ort i Iran.   Den ligger i provinsen Khorasan, i den nordöstra delen av landet, 500 km öster om huvudstaden Teheran. Kalāteh-ye Gaz ligger 982 meter över havet och antalet invånare är 110.
Terrängen runt Kalāteh-ye Gaz är platt söderut, men norrut är den kuperad.Runt Kalāteh-ye Gaz är det ganska glesbefolkat, med 29 invånare per kvadratkilometer. Närmaste större samhälle är Abūyesān, 12,4 km öster om Kalāteh-ye Gaz. Trakten runt Kalāteh-ye Gaz består till största delen av jordbruksmark.